# Museo prefetturale di natura e storia di Miyazaki
Il Museo prefetturale di natura e storia di Miyazaki (宮崎県総合博物館?, Miyazaki-ken sōgō hakubutsukan) è un museo prefetturale di Miyazaki, in Giappone, dedicato alla storia naturale e alla storia della prefettura di Miyazaki. Il museo è stato aperto nel parco di Miyazaki Jingū nel 1971.